# Giovanni Haag
Giovanni Haag (Metz, 30 maggio 2000) è un calciatore francese, centrocampista del Fortuna Düsseldorf.

## Carriera

### Club
Haag è cresciuto nel settore giovanile del Nancy, dove ha debuttato il 23 novembre 2018 nell'incontro di Ligue 2 vinto 1-0 contro il Red Star. Nel gennaio 2020 è stato ceduto in prestito al Gazélec Ajaccio dove ha giocato con maggior continuità nel Championnat National. Rientrato al Nancy ha firmato il suo primo contratto professionistico ed il 17 ottobre ha segnato il suo primo gol nel successo per 2-1 sul Dunkerque.
Al termine della stagione 2021-2022, conclusa con la retrocessione del Nancy in terza divisione, Haag ha espresso la volontà di lasciare il club non riuscendo però a trovare una accordo con la società. Rimasto inutilizzato per l'intera stagione, nell'estate del 2023 è rimasto svincolato in seguito alla scadenza del contratto ed il 10 luglio ha firmato con il Rodez.

### Nazionale
Nel 2019 ha giocato una partita con la nazionale francese Under-19.

## Statistiche
aggiornato al 25 febbraio 2024
| Stagione        | Squadra         | Campionato      | Campionato | Campionato | Coppe nazionali | Coppe nazionali | Coppe nazionali | Coppe continentali | Coppe continentali | Coppe continentali | Altre coppe | Altre coppe | Altre coppe | Totale | Totale | Totale |
| Stagione        | Squadra         | Comp            | Pres       | Reti       | Comp            | Pres            | Reti            | Comp               | Pres               | Reti               | Comp        | Pres        | Reti        | Pres   | Reti   |        |
| --------------- | --------------- | --------------- | ---------- | ---------- | --------------- | --------------- | --------------- | ------------------ | ------------------ | ------------------ | ----------- | ----------- | ----------- | ------ | ------ | ------ |
| 2017-2018       | Nancy 2         | N3              | 6          | 1          |                 | -               | -               |                    | -                  | -                  |             | -           | -           | 6      | 1      |        |
| 2018-2019       | Nancy 2         | N3              | 14         | 1          |                 | -               | -               |                    | -                  | -                  |             | -           | -           | 14     | 1      |        |
| 2018-2019       | Nancy           | L2              | 3          | 0          | CF+CdL          | 2+0             | 0               |                    | -                  | -                  |             | -           | -           | 5      | 0      |        |
| gen.-giu. 2020  | Gazélec Ajaccio | N1              | 7          | 0          | CF+CdL          | 0               | 0               |                    | -                  | -                  |             | -           | -           | 7      | 0      |        |
| 2020-2021       | Nancy 2         | N2              | 1          | 0          |                 | -               | -               |                    | -                  | -                  |             | -           | -           | 1      | 0      |        |
| 2021-2022       | Nancy 2         | N3              | 1          | 0          |                 | -               | -               |                    | -                  | -                  |             | -           | -           | 1      | 0      |        |
| 2020-2021       | Nancy           | L2              | 30         | 4          | CF              | 1               | 0               |                    | -                  | -                  |             | -           | -           | 31     | 4      |        |
| 2021-2022       | Nancy           | L2              | 20         | 1          | CF              | 3               | 0               |                    | -                  | -                  |             | -           | -           | 23     | 1      |        |
| 2022-2023       | Nancy           | N1              | 0          | 0          | CF              | 0               | 0               |                    | -                  | -                  |             | -           | -           | 0      | 0      |        |
| 2023-2024       | Rodez           | L2              | 24         | 2          | CF              | 1               | 0               |                    | -                  | -                  |             | -           | -           | 25     | 2      |        |
| Totale carriera | Totale carriera | Totale carriera | 106        | 9          |                 | 7               | 0               |                    | -                  | -                  |             | -           | -           | 113    | 9      |        |